# フランシス・ルウェリン・グリフィス
フランシス・ルウェリン・グリフィス（Francis Llewellyn Griffith、1862年5月27日 - 1934年3月14日）は、イギリスの考古学者、エジプト学者。フリンダーズ・ピートリーとともに発掘を行い、筆記体ヒエラティック、デモティック、メロエ文字などの解読を行った。グリフィスはオックスフォード大学の初代エジプト学教授だった。

## 生涯
グリフィスはブライトンに生まれた。大学にはいる前から古代エジプトに興味を持っていた。1879年にオックスフォード大学のクイーンズ・カレッジに入ったが、グリフィスが落胆したことに当時のオックスフォードには古代エジプトについて教えられる者がおらず、グリフィスはエジプト学を独習した。さいわい、クイーンズ・カレッジのフェローであったアーチボルド・セイスはフリンダーズ・ピートリーとしばしば協力していたため、そのツテを頼ることができた。
1884年に卒業すると、エジプト探査基金(Egypt Exploration Fund, EEF)の研究者として、ピートリーのもとで下エジプトのナウクラティスの発掘に従事した。1886年にはピートリーとともに上エジプトに移った。上エジプトまでの旅の途上、岩の落書きや墓の刻文を写しとった。
帰国後の1888年から1896年までの8年間、大英博物館のイギリスと中世の古物および民族学部門の助手の職を得た。
1890年、グリフィスの創案で、エジプト探査基金はエジプトの考古学調査プロジェクトを開始した。
1892年にイギリス最古のエジプト学講座がユニヴァーシティ・カレッジ・ロンドンに設けられ、ピートリーが主任教授に就任した。グリフィスは助教授をつとめた。
グリフィスは1892年から20年間、学術雑誌『考古学報告』(Archaeological Reports)の編集者をつとめた。その後『考古学報告』は『エジプト考古学報』(Journal of Egyptian Archaeology)誌によって継承された。
1901年、オックスフォード大学にもエジプト学の講座が設けられ、グリフィスはその准教授(reader)に移り、1932年に退官するまでその職にあった。
グリフィスは1910年にはじまるオックスフォード大学によるヌビア発掘を率いた。1923年から翌年にかけてアマルナを調査し、1930年から翌年にかけては再びヌビア発掘に戻ってドンゴラ近郊のカワでアメンホテプ3世の植民地を発見した。
1934年に心臓発作で急死した。

## グリフィス基金
グリフィスは1896年にケイト・ブラッドリーと結婚した。ケイトは1902年に没し、その後ケイトの父が1907年に没すると、遺産をグリフィスが相続することになった。グリフィスは8000ポンドをオックスフォードに寄付し、その資金でグリフィス・エジプト学基金が設立された。
グリフィスは1909年にノーラ・マクドナルドと再婚した。彼女はオックスフォードでのグリフィスの教え子で、ヌビア探検にも参加し、グリフィスの没後は遺著の編纂を行った。ノーラは1937年に没し、その遺産はオックスフォードに贈られ、エジプト及び中東などの考古学研究のためのグリフィス研究所が1938年に設立された。

## 主な業績
グリフィスはエジプト探査基金の研究者として多数の報告書を編纂した。
- Two Hierographic Papyri from Tanis. London: Trübner & co. (1889)（ピートリーと共著）
- The Inscriptions of Siûṭ and Dêr Rîfeh. London: Trübner & co. (1889)
- A Collection of Hieroglyphs. Archaeological Survey of Egypt. 6. London. (1898)

1898年には、エジプト中王国時代の事務用ヒエラティックのパピルス（ピートリーが発見）の解読をはじめて行った。
- Hieratic Papyri from Kahun and Gurob. London: Bernard Quaritch. (1898) Text Plates

デモティック文書の解読でも高い成果をあげた。
- Stories of High Priests in Memphis: The Sethon of Herodotus and the Demotic Tales of Khamuas. Oxford: Clarendon Press. (1900)
- The Demotic Magical Papyrus of London and Leiden. (1904)（ハーバート・トンプソンと共著）
- Catalogue of the Demotic Papyri in the John Rylands Library, Manchester. Manchester: University Press. (1909)（3巻）

グリフィスはスーダンのメロエ文字を解読した。メロエ文字には聖刻文字と筆記体（民衆文字）があり、聖刻文字はエジプトのヒエログリフと共通する文字があるために部分的には解読されていたが、グリフィスは聖刻文字と筆記体の両方で書かれた葬送文から両者の対応関係を明らかにし、また地名などを利用して残りの文字の読みを確定した。
- F. Ll. Griffith (1909). “Meroitic Inscriptions”. In D. Randall MacIver; C. Leonard Woolley. Areika. Oxford
- Karanòg : the Meroitic inscriptions of Shablûl and Karanòg. Philadelphia: Univerisity Museum. (1911)
- Meroitic Inscriptions II: Napata to Philae and Miscellaneous. Archaeological Survey of Egypt. 20. London. (1912)

さらにコプト文字で書かれた古代ヌビア語の解読も行った。
- “The Nubian Texts of the Christian Period”. Abhandlungen der Königlich Preussischen Akademie der Wissenschaften, Philosophisch-Historische Classe 8. (1913).